# Tramvajska linija št. 4 (Szczecin)
Tramvajska linija številka 4 (Pomorzany – Potulicka) je ena izmed 12 tramvajskih linij javnega mestnega prometa v Szczecinu. Povezuje Pomorzany in Nowe Miasto. Ova linija je začela obratovati 1905.

## Trasa
Potulicka ↔ Pomorzany
Potulicka – Narutowicza – 3 Maja – Niepodległości – Plac Żołnierza Polskiego – Matejki – Piłsudskiego – Piastów – Powstańców Wielkopolskich – Budziszyńska